# Indonesia Open 1990
Die Indonesia Open 1990 waren eines der Top-10-Turniere im Badminton in Asien. Sie fanden vom 18. bis 22. Juli in Samarinda statt. Das Preisgeld betrug 135.000 US-Dollar, was dem Turnier zu einem Fünf-Sterne-Status im Grand Prix verhalf. 

## Austragungsort
- GOR Segiri

## Sieger und Platzierte
| Disziplin    | Gold                           | Silber                               | Bronze                             |
| ------------ | ------------------------------ | ------------------------------------ | ---------------------------------- |
| Herreneinzel | Ardy Wiranata                  | Eddy Kurniawan                       | Alan Budikusuma                    |
| Herreneinzel | Ardy Wiranata                  | Eddy Kurniawan                       | Joko Suprianto                     |
| Dameneinzel  | Lee Young-suk                  | Susi Susanti                         | Tang Jiuhong                       |
| Dameneinzel  | Lee Young-suk                  | Susi Susanti                         | Sarwendah Kusumawardhani           |
| Herrendoppel | Jalani Sidek Razif Sidek       | Thomas Indracahya Reony Mainaky      | Tian Bingyi Yu Lizhi               |
| Herrendoppel | Jalani Sidek Razif Sidek       | Thomas Indracahya Reony Mainaky      | Rudy Gunawan Eddy Hartono          |
| Damendoppel  | Chung Myung-hee Chung So-young | Erma Sulistianingsih Rosiana Tendean | Maria Bengtsson Christine Gandrup  |
| Damendoppel  | Chung Myung-hee Chung So-young | Erma Sulistianingsih Rosiana Tendean | Guan Weizhen Shi Fangjing          |
| Mixed        | Rudy Gunawan Rosiana Tendean   | Aryono Miranat Erma Sulistianingsih  | Jan-Eric Antonsson Maria Bengtsson |
| Mixed        | Rudy Gunawan Rosiana Tendean   | Aryono Miranat Erma Sulistianingsih  | Yu Yong Tang Jiuhong               |

## Finalresultate
| Disziplin    | Sieger                         | Finalist                             | Ergebnis          |
| ------------ | ------------------------------ | ------------------------------------ | ----------------- |
| Herreneinzel | Ardy Wiranata                  | Eddy Kurniawan                       | 15–10, 15–5       |
| Dameneinzel  | Lee Young-suk                  | Susi Susanti                         | 1–11, 11–8, 11–4  |
| Herrendoppel | Razif Sidek Jalani Sidek       | Thomas Indracahya Reony Mainaky      | 15–4, 15–5        |
| Damendoppel  | Chung Myung-hee Chung So-young | Rosiana Tendean Erma Sulistianingsih | 17–15, 8–15, 15–3 |
| Mixed        | Rudy Gunawan Rosiana Tendean   | Aryono Miranat Erma Sulistianingsih  | 15-5 11-15 15-4   |

## Herreneinzel
- Paul Stevenson –  Fernando de la Torre: 5-15 / 15-4 / 15-11
- Yu Lizhi –  Didit Suluh Patria: 15-7 / 15-8
- Liu En-hung –  E. Dadan: 15-1 / 15-0
- Anders Nielsen –  Lee Kwang-jin: 5-15 / 15-3 / 7-2
- Fung Permadi –  Chris Jogis: 15-11 / 15-9
- Rexy Mainaky –  Tony Tuominen: 15-9 / 15-3
- F. Hergiono –  Julian Robertson: 15-4 / 15-2
- Lioe Tiong Ping –  Chan Wing Kit: 15-5 / 7-15 / 15-1
- Ong Beng Tiong –  Chong Liang Yow: 12-15 / 15-5 / 15-4
- Lin Shyau-hsin –  Christian Ljungmark: 15-12 / 6-15 / 15-10
- Ardy Wiranata –  Hansjuerg Aebi: 15-2 / 15-1
- Chris Hunt –  Thorsten Reinemann: 15-11 / 15-7
- Rikard Magnusson –  Foo Kok Keong: w.o.
- Hermawan Susanto –  Rainer Diehl: w.o.
- Ernesto de la Torre –  Jyri Aalto: w.o.
- Juang Jayadi –  Shuji Matsuno: w.o.
- Pramote Teerawiwatana –  Sony Boy Tumowan: w.o.
- Zhao Jianhua –  Jens Olsson: 15-5 / 15-9
- Bambang Suprianto –  Nam Chul-hwan: 15-6 / 15-0
- Yanto Febiyanto –  Chan Kin Ngai: 15-9 / 15-6
- You Kok Kiong –  André Tummer: 15-7 / 15-4
- Surachai Makkasasithorn –  Jorge Rodríguez: 15-5 / 15-2
- Ferry Gunawan –  Li Jian: 15-12 / 15-12
- Darren Hall –  Lin Wei-chen: 15-4 / 15-11
- Alan Budikusuma –  Koh Leng Kang: 15-2 / 15-2
- Vacharapan Khamthong –  C. Arief: 15-11 / 15-5
- Cun Cun Haryono –  Thomas Althaus: 11-15 / 15-5 / 15-2
- Heryanto Arbi –  Hamid Khan: 15-6 / 18-15
- Paul Stevenson –  Rikard Magnusson: 15-1 / 15-6
- Hermawan Susanto –  Yu Lizhi: 7-15 / 15-3 / 15-4
- Liu En-hung –  Anders Nielsen: 1-15 / 15-8 / 15-11
- Rexy Mainaky –  Fung Permadi: 9-15 / 15-12 / 15-9
- Juang Jayadi –  Ernesto de la Torre: 15-3 / 15-4
- F. Hergiono –  Pramote Teerawiwatana: 15-9 / 15-12
- Ong Beng Tiong –  Lioe Tiong Ping: 10-15 / 18-13 / 15-12
- Ardy Wiranata –  Lin Shyau-hsin: 15-10 / 15-7
- Rusmanto –  Chris Hunt: 15-2 / 15-4
- Liu Jun –  Henry G. Wiyadi: 15-8 / 15-6
- Rashid Sidek –  Aras Razak: 15-7 / 15-8
- Sompol Kukasemkij –  Christof Breuer: 15-1 / 15-1
- Wu Wenkai –  Lee Mou-chou: 13-18 / 15-2 / 15-4
- Ng Liang Hua –  Grazio Fanelli: 15-6 / 15-2
- Peter Axelsson –  Hengky Irawan: 15-4 / 15-0
- Joko Suprianto –  Masami Osanai: 15-4 / 15-2
- Eddy Kurniawan –  Shinji Matsuura: w.o.
- Choi Sang-bum –  Pär-Gunnar Jönsson: w.o.
- Hendrawan –  Ahn Jae-chang: w.o.
- Bram Fernardin –  Kwan Yoke Meng: w.o.
- Paulus Firman –  Steve Butler: w.o.
- Bambang Suprianto –  Zhao Jianhua: 15-6 / 12-15 / 15-12
- Yanto Febiyanto –  You Kok Kiong: 15-4 / 15-4
- Eddy Kurniawan –  Surachai Makkasasithorn: 15-8 / 15-4
- Darren Hall –  Ferry Gunawan: 15-1 / 15-1
- Alan Budikusuma –  Vacharapan Khamthong: 12-15 / 15-7 / 15-11
- Heryanto Arbi –  Cun Cun Haryono: 15-1 / 15-1
- Hermawan Susanto –  Paul Stevenson: 15-11 / 15-1
- Liu En-hung –  Rexy Mainaky: 15-10 / 15-1
- F. Hergiono –  Juang Jayadi: 9-15 / 15-5 / 15-2
- Ardy Wiranata –  Ong Beng Tiong: 15-0 / 15-4
- Liu Jun –  Rusmanto: 15-4 / 15-9
- Rashid Sidek –  Choi Sang-bum: 15-3 / 15-8
- Sompol Kukasemkij –  Hendrawan: 15-3 / 15-8
- Wu Wenkai –  Bram Fernardin: 15-10 / 17-16
- Paulus Firman –  Ng Liang Hua: 15-3 / 15-4
- Joko Suprianto –  Peter Axelsson: 15-4 / 15-2
- Bambang Suprianto –  Yanto Febiyanto: 15-4 / 15-2
- Eddy Kurniawan –  Darren Hall: 15-9 / 12-15 / 15-10
- Alan Budikusuma –  Heryanto Arbi: 18-13 / 15-12
- Hermawan Susanto –  Liu En-hung: 15-8 / 15-5
- Ardy Wiranata –  F. Hergiono: 15-10 / 15-6
- Liu Jun –  Rashid Sidek: 15-11 / 12-15 / 15-4
- Wu Wenkai –  Sompol Kukasemkij: 15-9 / 15-6
- Joko Suprianto –  Paulus Firman: 15-2 / 15-3
- Eddy Kurniawan –  Bambang Suprianto: 15-11 / 15-9
- Alan Budikusuma –  Hermawan Susanto: 15-11 / 15-9
- Ardy Wiranata –  Liu Jun: 18-15 / 15-8
- Joko Suprianto –  Wu Wenkai: 15-7 / 15-5
- Eddy Kurniawan –  Alan Budikusuma: 15-11 / 16-18 / 15-12
- Ardy Wiranata –  Joko Suprianto: 18-12 / 15-6
- Ardy Wiranata –  Eddy Kurniawan: 15-10 / 15-5

## Dameneinzel
- Ika Heny –  Shyu Yu-ling: 11-8 / 11-1
- Fiona Elliott –  Pornsawan Plungwech: 12-9 / 11-6
- Swa Cahayawati –  Kazue Kanai: 11-3 / 11-6
- Kho Mei Hwa –  Hwa Jung-eun: 11-3 / 11-3
- Liu Yuhong –  Kristin Yunita: 11-3 / 12-10
- Lee Young-suk –  María de la Paz Luna Félix: 11-2 / 11-2
- Reny Handayani –  Hu Ning: 8-11 / 11-6 / 11-1
- Yuliani Santosa –  Rhonda Cator: 11-2 / 12-10
- Chen Ying –  Zarina Mir: 11-6 / 11-7
- Minarti Timur –  Ladawan Mulasartsatorn: 8-11 / 12-10 / 11-1
- Irawati Darmawan –  Astrid Crabo: 11-1 / 11-3
- Shon Hye-joo –  Hellen Paoki: 11-1 / 11-1
- Rima –  Feng Li: 11-7 / 11-9
- Che Ling –  Sri Wahyuni: 11-7 / 7-11 / 11-5
- Sarwendah Kusumawardhani –  Liu Yanfen: 11-3 / 11-7
- Christine Magnusson –  Bettina Villars: 11-7 / 11-4
- Yuni Kartika –  Chan Man Wa: 11-8 / 12-9
- Meiluawati –  Kimiko Jinnai: 11-5 / 11-6
- Eny Oktaviani –  Catherine: 11-6 / 11-8
- Zhou Lei –  Lee Heung-soon: 11-9 / 5-11 / 11-5
- Helen Troke –  Titik Endang: 11-8 / 11-1
- Jaroensiri Somhasurthai –  Asih Triani: 11-5 / 11-6
- Lilik Sudarwati –  Wu Wenjing: 7-11 / 11-3 / 11-8
- Eline Coene –  Chen Hsiao-li: 12-10 / 11-3
- Lee Jung-mi –  Huang Ying: 11-5 / 7-11 / 11-9
- Plernta Boonyarit –  Selvie Kartenegara: w.o.
- Anna Lao –  Kumiko Kitamoto: w.o.
- Tang Jiuhong –  Erica van den Heuvel: 11-1 / 11-4
- Fiona Elliott –  Swa Cahayawati: 12-9 / 11-4
- Kho Mei Hwa –  Liu Yuhong: 11-7 / 11-5
- Lee Young-suk –  Reny Handayani: 12-10 / 11-2
- Chen Ying –  Yuliani Santosa: 11-8 / 11-7
- Minarti Timur –  Irawati Darmawan: 11-6 / 12-10
- Shon Hye-joo –  Rima: 11-3 / 11-3
- Che Ling –  Plernta Boonyarit: 11-2 / 9-11 / 11-1
- Sarwendah Kusumawardhani –  Christine Magnusson: 12-10 / 11-2
- Yuni Kartika –  Meiluawati: 11-1 / 11-3
- Zhou Lei –  Eny Oktaviani: 11-6 / 11-6
- Helen Troke –  Jaroensiri Somhasurthai: 11-1 / 11-6
- Lilik Sudarwati –  Eline Coene: 11-1 / 12-11
- Lee Jung-mi –  Anna Lao: 3-11 / 11-5 / 11-9
- Susi Susanti –  Yang Qiuxia: 11-3 / 11-3
- Ika Heny - -: w.o.
- Tang Jiuhong –  Ika Heny: 11-0 / 11-4
- Kho Mei Hwa –  Fiona Elliott: 11-4 / 11-6
- Lee Young-suk –  Chen Ying: 11-2 / 11-3
- Minarti Timur –  Shon Hye-joo: 11-7 / 11-7
- Sarwendah Kusumawardhani –  Che Ling: 6-11 / 11-5 / 11-4
- Zhou Lei –  Yuni Kartika: 9-12 / 11-6 / 11-5
- Lilik Sudarwati –  Helen Troke: 11-5 / 12-10
- Susi Susanti –  Lee Jung-mi: 11-1 / 11-1
- Tang Jiuhong –  Kho Mei Hwa: 11-3 / 11-7
- Lee Young-suk –  Minarti Timur: 11-5 / 11-5
- Sarwendah Kusumawardhani –  Zhou Lei: 12-9 / 11-5
- Susi Susanti –  Lilik Sudarwati: 11-7 / 11-2
- Lee Young-suk –  Tang Jiuhong: 8-11 / 11-9 / 11-7
- Susi Susanti –  Sarwendah Kusumawardhani: 11-8 / 11-5
- Lee Young-suk –  Susi Susanti: 1-11 / 11-8 / 11-4

## Herrendoppel
- Ong Ewe Chye /  Rahman Sidek –  S. Antonius Budi Ariantho /  Dharma Gunawi: 18-16 / 15-10
- Tri Cahyo /  Tri Widade –  Christian Ljungmark /  Rikard Magnusson: 15-8 / 15-11
- Cheah Soon Kit /  Soo Beng Kiang –  Siripong Siripool /  Pramote Teerawiwatana: 15-10 / 13-15 / 15-8
- Imay Hendra /  Bagus Setiadi –  Ong Beng Tiong /  Paul Stevenson: 15-2 / 15-2
- Ferry Gunawan /  Muhammad Noor –  Hengky Irawan /  Jesper Knudsen: 3-15 / 15-12 / 15-6
- Jan-Eric Antonsson /  Pär-Gunnar Jönsson –  Cheng Yeone-cChyuan /  Liao Wei-chieh: 15-8 / 15-9
- Thomas Indracahya /  Reony Mainaky –  Chris Jogis /  Marcario Padre: 15-4 / 15-3
- Jefry Tjoandi /  Indra Wijaya –  Chan Wing Kit /  Ng Liang Hua: 15-12 / 15-5
- Haryadi Herry /  Denny Kantono –  Chan Chi Choi /  Ng Pak Kum: 15-6 / 9-15 / 15-0
- Willy Sujono /  Ali Taufik –  Thorsten Reinemann /  André Tummer: 15-4 / 15-8
- Jan Paulsen /  Henrik Svarrer –  Chen Yu  /  Yu Yong: 11-15 / 15-3 / 17-15
- Franki Hartanto /  Mintarno –  Ernesto de la Torre /  Fernando de la Torre: 15-8 / 15-1
- Masami Osanai /  Tatsuya Yanagiya –  Hamid Khan /  Chong Liang Yow: 15-3 / 15-3
- Ko Hsin-ming /  Yang Shih-jeng –  Hansjuerg Aebi /  Grazio Fanelli: 15-3 / 15-5
- Peter Axelsson /  Jens Olsson –  Herly Djaenudin /  Didit Suluh Patria: 15-11 / 15-4
- David Bamford /  Craig Booley –  Chan Kin Ngai /  Tse Bun: w.o.
- Chris Hunt /  Julian Robertson –  Choi Sang-bum /  Lee Kwang-jin: w.o.
- Christof Breuer /  Rainer Diehl –  He Xiangyang /  Jiang Guoliang: w.o.
- Iguh Donolego /  Faris Mawardi –  Ahn Jae-chang /  Nam Chul-hwan: w.o.
- Rudy Gunawan /  Eddy Hartono –  Jyri Aalto /  Tony Tuominen: w.o.
- Ricky Subagja /  Nunung Mudijanto –  Thomas Althaus /  Jorge Rodríguez: 15-4 / 15-1
- Shuji Matsuno /  Shinji Matsuura –  Paulus Usman /  Uwin: 15-3 / 15-6
- Ong Ewe Chye /  Rahman Sidek –  Tri Cahyo /  Tri Widade: 15-7 / 15-7
- Cheah Soon Kit /  Soo Beng Kiang –  Chris Hunt /  Julian Robertson: 15-5 / 15-6
- Imay Hendra /  Bagus Setiadi –  Ferry Gunawan /  Muhammad Noor: 15-5 / 15-3
- Thomas Indracahya /  Reony Mainaky –  Jefry Tjoandi /  Indra Wijaya: 15-1 / 15-6
- Haryadi Herry /  Denny Kantono –  Iguh Donolego /  Faris Mawardi: 18-17 / 15-4
- Jan Paulsen /  Henrik Svarrer –  Willy Sujono /  Ali Taufik: 15-3 / 15-9
- Franki Hartanto /  Mintarno –  Masami Osanai /  Tatsuya Yanagiya: 15-9 / 15-12
- Rudy Gunawan /  Eddy Hartono –  Ko Hsin-ming /  Yang Shih-jeng: 15-3 / 15-10
- Rexy Mainaky /  Richard Mainaky –  Peter Axelsson /  Jens Olsson: 17-14 / 15-4
- Kim Moon-soo /  Shon Jin-hwan –  A Lay /  Muhdar: 15-6 / 15-1
- Joko Mardianto /  Aryono Miranat –  Rudy Gunawan /  Dicky Purwotjugiono: 15-5 / 15-5
- Jalani Sidek /  Razif Sidek –  Huang Yi /  Li Jian: 15-12 / 15-1
- Tian Bingyi /  Yu Lizhi –  David Bamford /  Craig Booley: w.o.
- Jan-Eric Antonsson /  Pär-Gunnar Jönsson –  Christof Breuer /  Rainer Diehl: w.o.
- Tian Bingyi /  Yu Lizhi –  Ricky Subagja /  Nunung Mudijanto: 14-17 / 15-7 / 18-16
- Ong Ewe Chye /  Rahman Sidek –  Shuji Matsuno /  Shinji Matsuura: 12-15 / 15-11 / 15-12
- Cheah Soon Kit /  Soo Beng Kiang –  Imay Hendra /  Bagus Setiadi: 15-10 / 15-8
- Thomas Indracahya /  Reony Mainaky –  Jan-Eric Antonsson /  Pär-Gunnar Jönsson: 15-1 / 15-9
- Jan Paulsen /  Henrik Svarrer –  Haryadi Herry /  Denny Kantono: 15-5 / 15-8
- Rudy Gunawan /  Eddy Hartono –  Franki Hartanto /  Mintarno: 15-2 / 15-9
- Rexy Mainaky /  Richard Mainaky –  Kim Moon-soo /  Shon Jin-hwan: 15-13 / 15-2
- Jalani Sidek /  Razif Sidek –  Joko Mardianto /  Aryono Miranat: 8-15 / 15-8 / 15-3
- Tian Bingyi /  Yu Lizhi –  Ong Ewe Chye /  Rahman Sidek: 15-5 / 1-0
- Thomas Indracahya /  Reony Mainaky –  Cheah Soon Kit /  Soo Beng Kiang: 15-6 / 7-15 / 1-0
- Rudy Gunawan /  Eddy Hartono –  Jan Paulsen /  Henrik Svarrer: 15-1 / 15-4
- Jalani Sidek /  Razif Sidek –  Rexy Mainaky /  Richard Mainaky: 15-7 / 15-7
- Thomas Indracahya /  Reony Mainaky –  Tian Bingyi /  Yu Lizhi: 15-12 / 7-15 / 15-12
- Jalani Sidek /  Razif Sidek –  Rudy Gunawan /  Eddy Hartono: 1-15 / 17-15 / 15-10
- Jalani Sidek /  Razif Sidek –  Thomas Indracahya /  Reony Mainaky: 15-4 / 15-5

## Damendoppel
- Chen Ying /  Sheng Wenqing –  CJ Ernawati /  S. Runny: 15-3 / 15-12
- Maria Bengtsson /  Christine Magnusson –  Kho Mei Hwa /  Minarti Timur: 15-11 / 14-17 / 15-10
- K. Hermini /  C. Ita –  Catherine /  Bettina Villars: 15-10 / 11-15 / 18-15
- Selvie Kartenegara /  Titin –  Tang Jiuhong /  Zhou Lei: 15-3 / 15-11
- Gil Young-ah /  Shim Eun-jung –  Swa Cahayawati /  Asih Triani: 15-0 / 15-7
- Finarsih /  Eliza Nathanael –  Rhonda Cator /  Anna Lao: 15-7 / 15-8
- Eline Coene /  Erica van den Heuvel –  Chen Hsiao-li /  Shyu Yu-ling: 15-4 / 15-8
- Feng Li /  Pan Li –  Lidya Djaelawijaya /  Sumiati: w.o.
- Fiona Elliott /  Helen Troke –  S. Herawati / -: w.o.
- Chung Myung-hee /  Chung So-young –  Yuliani Santosa /  Lilik Sudarwati: 15-2 / 15-2
- Gillian Clark /  Gillian Gowers –  Ivone /  Margiyani: 15-3 / 15-9
- Enny Nuraini /  Lili Tampi –  Che Ling /  Liu Yuhong: 15-10 / 15-7
- Chen Ying /  Sheng Wenqing –  Lidya Djaelawijaya /  Sumiati: 15-0 / 15-9
- Maria Bengtsson /  Christine Magnusson –  K. Hermini /  C. Ita: 15-3 / 15-6
- Gil Young-ah /  Shim Eun-jung –  Selvie Kartenegara /  Titin: 15-8 / 15-7
- Feng Li /  Pan Li –  Finarsih /  Eliza Nathanael: 15-9 / 15-2
- Eline Coene /  Erica van den Heuvel –  Fiona Elliott /  Helen Troke: 15-4 / 15-2
- Hwa Jung-eun /  Shon Hye-joo –  Titik Endang /  Reny Handayani: 15-5 / 15-5
- Guan Weizhen /  Shi Fangjing –  Astrid Crabo /  María de la Paz Luna Félix: 15-1 / 15-2
- Sarwendah Kusumawardhani /  Susi Susanti –  Jaroensiri Somhasurthai /  Pornsawan Plungwech: 15-4 / 15-6
- Dorte Kjær /  Lotte Olsen –  Zelin Resiana /  Ay Ling The: 15-8 / 15-10
- Erma Sulistianingsih /  Rosiana Tendean –  Hu Ning /  Wu Wenjing: 15-8 / 15-8
- Plernta Boonyarit /  Ladawan Mulasartsatorn –  Kimiko Jinnai /  Hisako Mori: w.o.
- Kang Chia-yi /  Lin Hui-hsu –  Verawaty Fajrin /  Yanti Kusmiati: w.o.
- Huang Ying /  Liu Yanfen –  Kazue Kanai /  Kumiko Kitamoto: w.o.
- Chung Myung-hee /  Chung So-young –  Plernta Boonyarit /  Ladawan Mulasartsatorn: 15-6 / 15-4
- Gillian Clark /  Gillian Gowers –  Enny Nuraini /  Lili Tampi: 15-8 / 15-10
- Chen Ying /  Sheng Wenqing –  Kang Chia-yi /  Lin Hui-hsu: 15-6 / 18-13
- Maria Bengtsson /  Christine Magnusson –  Gil Young-ah /  Shim Eun-jung: 15-5 / 5-15 / 15-3
- Eline Coene /  Erica van den Heuvel –  Feng Li /  Pan Li: 15-9 / 15-18 / 15-3
- Guan Weizhen /  Shi Fangjing –  Hwa Jung-eun /  Shon Hye-joo: 15-9 / 15-9
- Erma Sulistianingsih /  Rosiana Tendean –  Huang Ying /  Liu Yanfen: 15-11 / 14-17 / 15-14
- Dorte Kjær /  Lotte Olsen –  Sarwendah Kusumawardhani /  Susi Susanti: w.o.
- Chung Myung-hee /  Chung So-young –  Gillian Clark /  Gillian Gowers: 9-15 / 15-5 / 15-3
- Maria Bengtsson /  Christine Magnusson –  Chen Ying /  Sheng Wenqing: 15-4 / 15-3
- Guan Weizhen /  Shi Fangjing –  Eline Coene /  Erica van den Heuvel: 15-1 / 15-1
- Erma Sulistianingsih /  Rosiana Tendean –  Dorte Kjær /  Lotte Olsen: 15-13 / 15-8
- Chung Myung-hee /  Chung So-young –  Maria Bengtsson /  Christine Magnusson: 15-4 / 8-15 / 15-10
- Erma Sulistianingsih /  Rosiana Tendean –  Guan Weizhen /  Shi Fangjing: 15-7 / 15-11
- Chung Myung-hee /  Chung So-young –  Erma Sulistianingsih /  Rosiana Tendean: 17-15 / 8-15 / 15-3

## Mixed
- Paulus Usman /  Rosalina Riseu –  Rikard Magnusson /  Astrid Crabo: 15-12 / 15-9
- Herly Djaenudin /  Lidya Djaelawijaya –  He Xiangyang /  Huang Ying: w.o.
- Shon Jin-hwan /  Shim Eun-jung –  Tri Widade /  Ivone: w.o.
- Jan Paulsen /  Gillian Gowers –  Huang Yi /  Chen Ying: 15-5 / 15-6
- Siripong Siripool /  Ladawan Mulasartsatorn –  Richard Mainaky /  Yanti Kusmiati: 15-12 / 15-11
- Yu Yong /  Tang Jiuhong –  Paul Stevenson /  Rhonda Cator: 15-5 / 15-8
- Kim Moon-soo /  Chung So-young –  Thomas Althaus /  Bettina Villars: 15-6 / 15-9
- Aryono Miranat /  Erma Sulistianingsih –  Tian Bingyi /  Zhou Lei: 15-2 / 15-6
- Jesper Knudsen /  Lotte Olsen –  Muhammad Noor /  Irawati Darmawan: 15-1 / 15-6
- Paulus Usman /  Rosalina Riseu –  Herly Djaenudin /  Lidya Djaelawijaya: 15-6 / 15-4
- Shon Jin-hwan /  Shim Eun-jung –  Liu En-hung /  Kang Chia-yi: 15-4 / 15-17 / 17-16
- Rudy Gunawan /  Rosiana Tendean –  Ng Pak Kum /  Chan Man Wa: 15-6 / 15-10
- Jiang Guoliang /  Sheng Wenqing –  Uwin /  Emma Ermawati: 15-3 / 18-13
- Henrik Svarrer /  Dorte Kjær –  Ong Beng Tiong /  Anna Lao: 15-7 / 18-15
- Joko Mardianto /  Lili Tampi –  Pär-Gunnar Jönsson /  Gillian Clark: 15-17 / 18-16 / 15-9
- Chen Yu  /  Shi Fangjing –  A Lay /  Nurul Aryati: 15-2 / 15-7
- Li Jian /  Pan Li –  Ade Sutrisna /  Sumiati: 15-9 / 15-3
- Jan-Eric Antonsson /  Maria Bengtsson –  Jorge Rodríguez /  Lidya Djaelawijaya: 15-3 / 15-4
- Hansjuerg Aebi /  C. Ita –  Tri Cahyo /  Margiyani: w.o.
- Jan Paulsen /  Gillian Gowers –  Hansjuerg Aebi /  C. Ita: 15-3 / 15-1
- Yu Yong /  Tang Jiuhong –  Siripong Siripool /  Ladawan Mulasartsatorn: 15-11 / 15-8
- Aryono Miranat /  Erma Sulistianingsih –  Kim Moon-soo /  Chung So-young: 15-10 / 15-10
- Jesper Knudsen /  Lotte Olsen –  Paulus Usman /  Rosalina Riseu: 15-6 / 15-9
- Rudy Gunawan /  Rosiana Tendean –  Shon Jin-hwan /  Shim Eun-jung: 15-2 / 15-2
- Henrik Svarrer /  Dorte Kjær –  Jiang Guoliang /  Sheng Wenqing: 10-15 / 15-12 / 15-8
- Chen Yu  /  Shi Fangjing –  Joko Mardianto /  Lili Tampi: 7-15 / 15-11 / 15-7
- Jan-Eric Antonsson /  Maria Bengtsson –  Li Jian /  Pan Li: 6-15 / 15-4 / 15-4
- Yu Yong /  Tang Jiuhong –  Jan Paulsen /  Gillian Gowers: 8-15 / 15-10 / 15-11
- Aryono Miranat /  Erma Sulistianingsih –  Jesper Knudsen /  Lotte Olsen: 15-12 / 15-12
- Jan-Eric Antonsson /  Maria Bengtsson –  Chen Yu  /  Shi Fangjing: 15-11 / 15-6
- Rudy Gunawan /  Rosiana Tendean –  Henrik Svarrer /  Dorte Kjær: w.o.
- Aryono Miranat /  Erma Sulistianingsih –  Yu Yong /  Tang Jiuhong: 15-6 / 15-13
- Rudy Gunawan /  Rosiana Tendean –  Jan-Eric Antonsson /  Maria Bengtsson: 15-8 / 15-12
- Rudy Gunawan /  Rosiana Tendean –  Aryono Miranat /  Erma Sulistianingsih: 15-5 / 11-15 / 15-4